# Parish of Saint Philip (Antigua und Barbuda)
Die Parish of Saint Philip, meist kurz St. Philip, früher oft auch St. Phillip oder St. Phillip’s geschrieben, ist eine Parish des karibischen Inselstaates Antigua und Barbuda.

## Geographie
Die Parish liegt im Osten der Insel Antigua und umfasst deren beide östliche Halbinseln, die durch die Nonsuch Bay getrennt werden, mitsamt den dortigen Nebeninseln. Sie erstreckt sich etwa 7 km Nord–Süd von der Mercers Creek Bay bis an die Südküste um die Willoughby Bay und etwa 10 km West–Ost von der Central Plain bis zur Insel Green Island, wo mit dem Man of War Point die Ostspitze Antiguas liegt. Mit etwa 44 km² hat sie 1⁄10 der Landfläche des Staates und knapp 1⁄6 der Insel Antigua.
Zur Volkszählung 2011 hatte die Parish Saint Philip 3347 Einwohner, knapp 4 % der Einwohner Antiguas wie auch des Gesamtstaats. Zur Parish gehören 1139 Haushalte, in denen durchschnittlich je 2,9 Personen leben, geringfügig über dem Landesdurchschnitt von 2,8 (alle Angaben in diesem Absatz für 2011). Die Bevölkerungsdichte ist mit rund 76 Einwohnern pro Quadratkilometer weit unterdurchschnittlich (Antigua und Barbuda gesamt etwa 193, Insel Antigua knapp 300 E/km²); der Südosten Antiguas ist nur locker besiedelt und die strukturschwächste Gegend der Insel. Sie gehört zur wenig fruchtbaren Kalkstein-Region des Nordens und Ostens der Insel (Limestone region). Der Kalk bildet hier beiderseits der Nonsuch Bay zwei kargere Plateaus, das südliche bricht in einer etwa 100 Meter hohen Kante gegen die Central Plain um Bethesda und das Meer an der Nonsuch Bay ab.
Regionale Zentren sind Willikies im Norden und Freetown im Süden.

## Geschichte

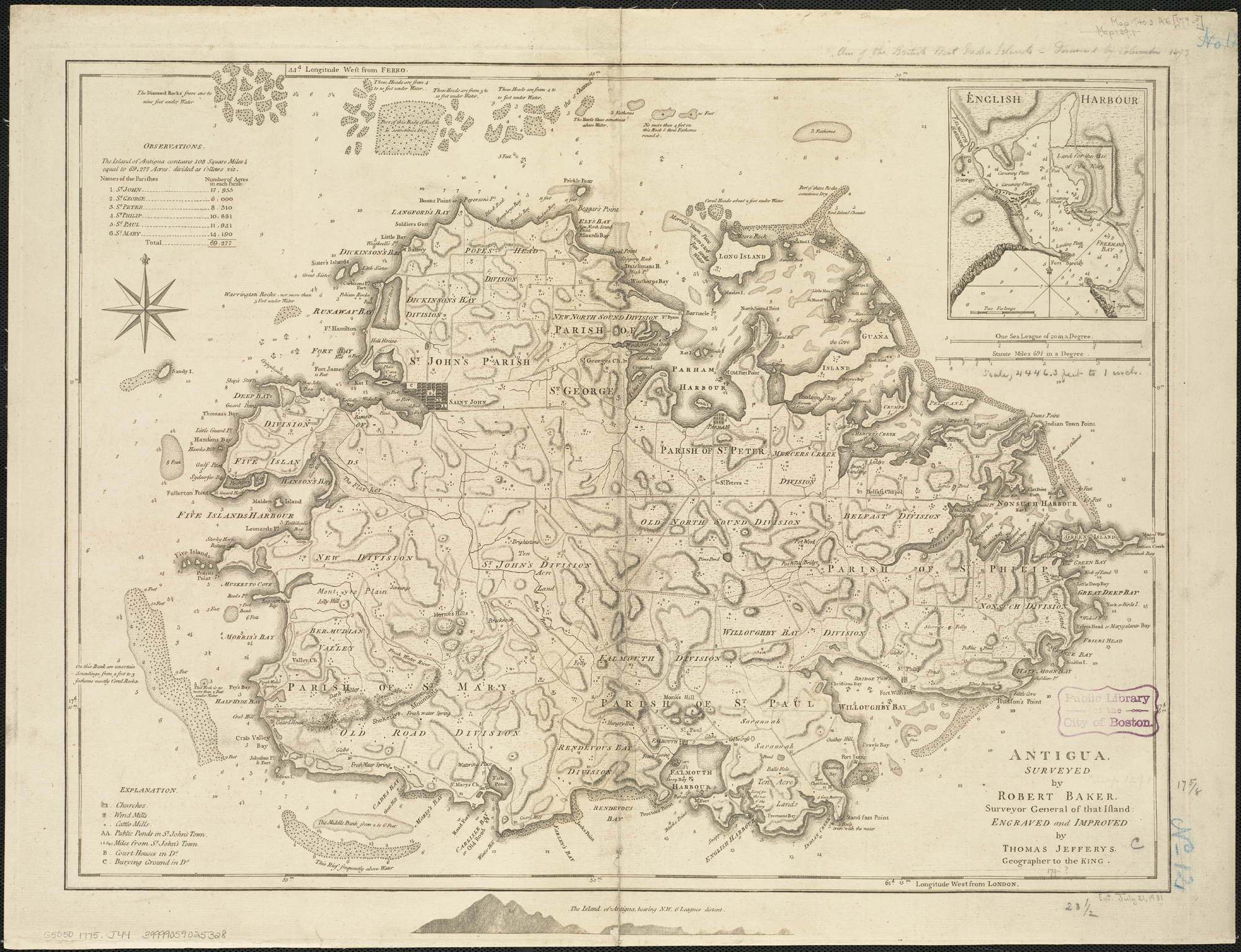
Die Karte von 1775 zeigt die Untergliederung der Parishes in Divisions

Die Parishes sind die obersten Verwaltungseinheiten des Staats Antigua und Barbuda, sie stellen die im angelsächsischen Raum als ländliche Verwaltungsgliederung verbreiteten historischen Pfarrsprengel dar. Die Hauptkirche dieses Parish war die heutige Kirche St. Philip’s Rectory im Ort St. Phillips.
Historisch gliederte sich die Region in die Belfast Division im Norden und die Nonsuch Division im Süden. Diese beiden und die Ostteile der Willoughby Bay Division wurden 1873 auch verwaltungsmäßig als „Parish of Saint Philip“ bestätigt (Parish Boundaries Act).
Der Raum war und ist bis heute teils Farmland, teils Wildnis. Nach Abschaffung der Sklaverei 1834 entstand mit Free Town eine Freigelassenen-Ansiedlung, die zeitweise der größte Ort der Insel war. Um 1856, kurz nach Abschaffung der Sklaverei, umfasste die Parish die Anwesen (estates) Rooms, Parson Maule, Collins, Glanvilles, Grants, Sion Hill, Mayers, Retreat, Comfort Hall, Grays, Wickhams, Elliotts, Long Lane, Gaynors, Elmes, Gobles, Lower Walronds, Lyons, Lavingtons, Ffrys, Montpellier, Archbolds and Browns, Skerrets, Colebrooks, Upper Walronds, Harmans, Mannings, Hope, Watsons, Lynches, Sheriffs und Mangrove – die Farmen gibt es als Ortslagen teils bis heute, teils wurden sie Kern einer Siedlung – sowie die Orte The Rectory (heute St. Phillips) Farrs Hill Village (Freetown), Seatons, Newfield, Willoghby Bay, Wilkies, Mayers, Salters, McCay Lands, Sandy Ground, Brooks Land und Grays Hill – diese Orte existieren heute nurmehr teilweise, einige wurden schon nach dem großen Antillen-Erdbeben 1843 aufgegeben.
Im späteren 20. Jahrhundert entstanden an den Küsten etliche Luxushotels und High-End-Wohnressorts, die aber besonders im Südteil (Half Moon Bay, Mill Reef Club, Brown’s Bay Ressort, Crossroads Centre) weitgehend abgeschottet liegen und wenig Beitrag zur wirtschaftlichen Entwicklung leisteten. Die Bevölkerung nahm zwischen 2001 und 2011 um 3,3 % ab, ein typisches Landflucht-Phänomen, während im Gesamtstaat ein Anstieg um mehr als 11 % verzeichnet wurde.
| Kgr. England | Kgr. England | Kgr. England | Kgr. England | Antigua und Barbuda | Antigua und Barbuda | Antigua und Barbuda |
| 1821         | 1844         | 1851         | 1856         | 1991                | 2001                | 2011                |
| 4323         | 4057         | 3885         | 3959         | 2964                | 3462                | 3347                |
| 0–           | 0–           | 0–           | 1069         | 888                 | 878                 | 1139                |

Zeitreihen nur bedingt vergleichbar
Bevölkerung:
1. ↑  davon 162 Weiße, 161 freie „Farbige“
2. ↑  in Ortschaften: 2578, auf Landgütern: 1381; Schwarze: 3258, Weiße: 252, „Farbige“: 449

Haushalte:
1. ↑  Behausungen in Orten: 628; Behausungen auf Landgütern (insg. 32): 389 bewohnte und 52 unbewohnte
2. ↑  basierend auf der Tabulated Population, die niedriger als die Gesamtbevölkerung ist
3. ↑  basierend auf der Tabulated Population, die deutlich niedriger als die Gesamtbevölkerung ist

## Verwaltungsgliederung und Orte
Es gibt keine weitere explizite Verwaltungsgliederung, doch werden die Parishes amtlich-statistisch in Zählbezirke (englisch enumeration districts) gegliedert. Diese entsprechen den Ortslagen der größeren Orte bzw. den kleineren Orten direkt. Allerdings sind diese Zählbezirke, abhängig von der Bevölkerungsentwicklung, Veränderungen hinsichtlich ihrer Anzahl und Ausdehnung unterworfen.
Außerdem sind Wählbezirke (englisch constituencies) definiert, wobei Saint Philip zwei Bezirke darstellt, St. Philip North (Nr. 14) und St. Philip South (Nr. 15); zu Letzterem gehören auch die Orte Christian Hill, Bethesda und die Nordteile von Picadilly in der Parish of Saint Paul. Dort werden auch Villages explizit genannt.
| Ort                              | Village         | EW (2001) | E.D., Name (N) (EW 2001)                                                                                             | C.    |
| -------------------------------- | --------------- | --------- | --- | ----- |
| Willikies                        | Willikies       | 1179      | 60100 North (269); 60200 West (217); 60300 Central (245); 60401 South 1 (227); 60402 South 2 (105); 60500 East (116) | 14    |
| Free Town                        | Freetown        | 714       | 60600 North (365); 60700 West (168); 60800 South (181)                                                               | 15    |
| Glanvilles                       | Glanvilles      | 418       | 60900 Central (246); 61000 Outer (172)                                                                               | 14    |
| Seatons                          | Seatons         | 461       | 61100 Central (355); 61200 Coastal (106)                                                                             | 14    |
| Newfield                         | Newfield, Lyons | 389       | 61300 | 15    |
| St. Phillips                     | St. Phillips    | 156       | 61400 | 15    |
| Long Lane–Collins                |                 | 62        | 61500 | 14/15 |
| Mont Pellier–Brownes Bay\Gaynors |                 | 8         | 61600 | 15    |
| Mill Reef–Half Moon Bay          |                 | 33        | 61700 | 15    |
| Long Bay                         |                 | 40        | 61800 | 14    |

(N) Amtlicher Name des Zählbezirks ist mit vorgestelltem Ort. Die Namen sind in eine leserliche Schreibweise übergeführt, im Census 2001 sind sie zu CamelCaps zusammengezogen.